# Vegalatrave
Vegalatrave es un municipio y localidad española de la provincia de Zamora, en la comunidad autónoma de Castilla y León. Cuenta con una población de 79 habitantes (INE 2024).

## Geografía
Vegalatrave se encuentra bañado por el río Aliste y arroyos como Las Saldreras o el de Apretaduras, en un área catalogada LIC (Lugar de importancia comunitaria) por las riberas del Aliste y sus afluentes, un cauce vital que encajonado circula hasta desembocar en el Esla. Se ubica en la ladera de una montaña, lo que hace que cuente con calles empinadas que se dirigen hacia la iglesia, situada en la zona más alta de su casco urbano.
Con una superficie de 19 km², un paisaje de meandros, de agua y tierra fundiéndose, la fauna salvaje es una constante en las inmediaciones de Vegalatrave, donde fácilmente pueden avistarse especies como el corzo, jabalí o tejo además de aves, anfibios, peces o reptiles que surgen de la combinación de los hábitat de montaña y acuáticos.

## Historia
Arqueológicamente, el castro prerromano de El Castrión, ubicado en el cruce de dos arroyos, así como el Castro marcan la ocupación antigua con yacimientos arqueológicos del Neolítico y la Edad de Hierro, siendo los vestigios más antiguos de poblamiento humano en el término.
Durante la Edad Media Vegalatrave quedó integrado en el Reino de León, cuyos monarcas habrían acometido la repoblación de la localidad dentro del proceso repoblador llevado a cabo en la zona. Tras la independencia de Portugal del reino leonés, en 1143, la localidad habría sufrido por su situación geográfica los conflictos entre los reinos leonés y portugués por el control de la frontera.
Por otro lado, durante los siglos XIII y XIV Vegalatrave perteneció a la Orden del Temple, formando parte de la encomienda templaria de Alba una vez que el rey Alfonso IX de León otorgó a esta Orden la comarca, donación que se hizo efectiva en 1220 tras una posible entrega anterior.
Durante la Edad Moderna, Vegalatrave estuvo integrado en el partido de Carbajales de Alba de la provincia de Zamora, tal y como reflejaba en 1773 Tomás López en Mapa de la Provincia de Zamora. Así, al reestructurarse las provincias y crearse las actuales en 1833, la localidad se mantuvo en la provincia zamorana, dentro de la Región Leonesa, integrándose en 1834 en el partido judicial de Alcañices, dependencia que se prolongó hasta 1983, cuando fue suprimido el mismo e integrado en el Partido Judicial de Zamora.

## Geografía humana

### Demografía
Cuenta con una población de 79 habitantes (INE 2024).

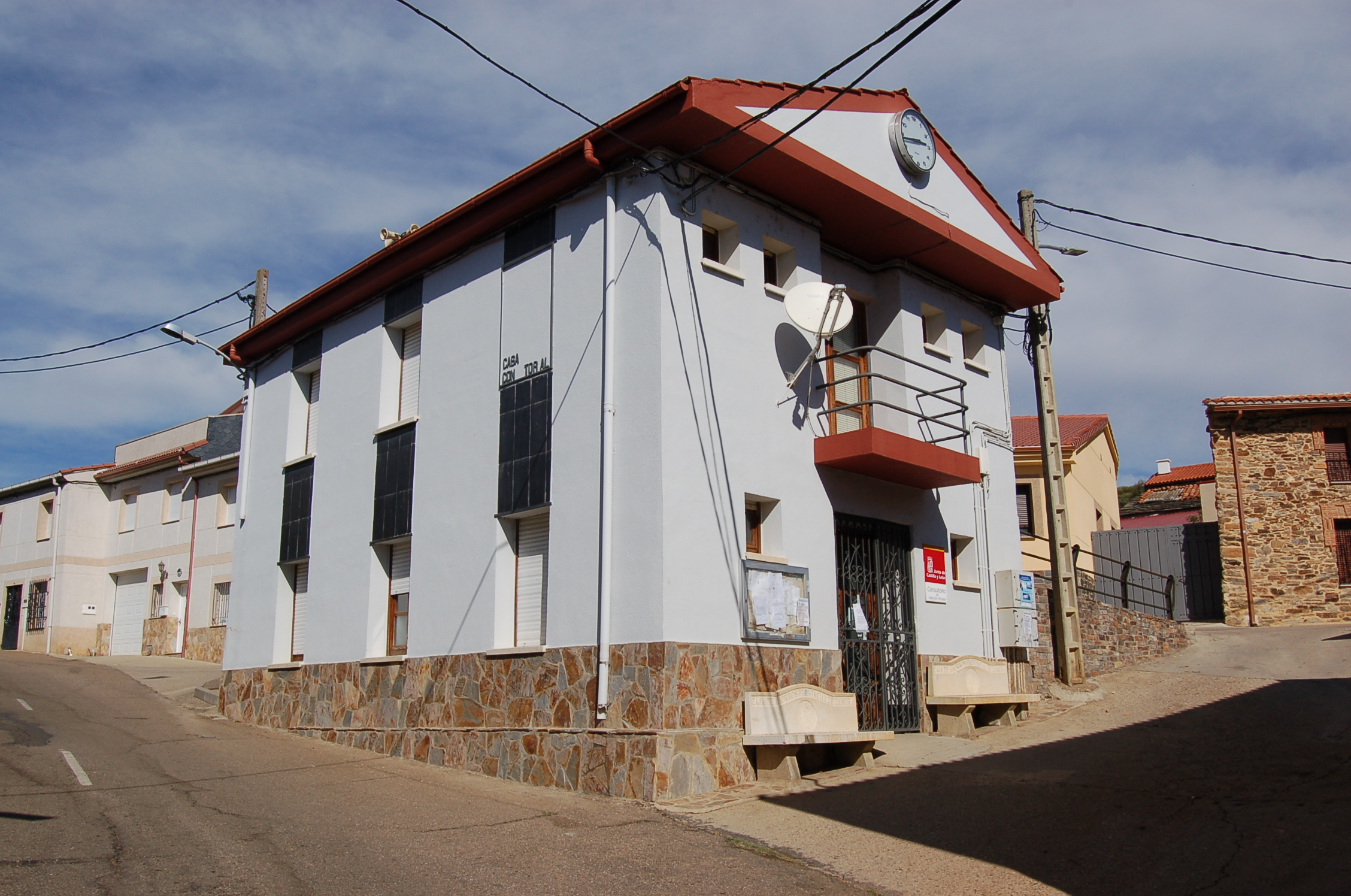
Casa consistorial

| Gráfica de evolución demográfica de Vegalatrave entre 1842 y 2021                                                     |
| |
| Población de derecho según los censos de población del INE. Población de hecho según los censos de población del INE. |

## Cultura

### Patrimonio

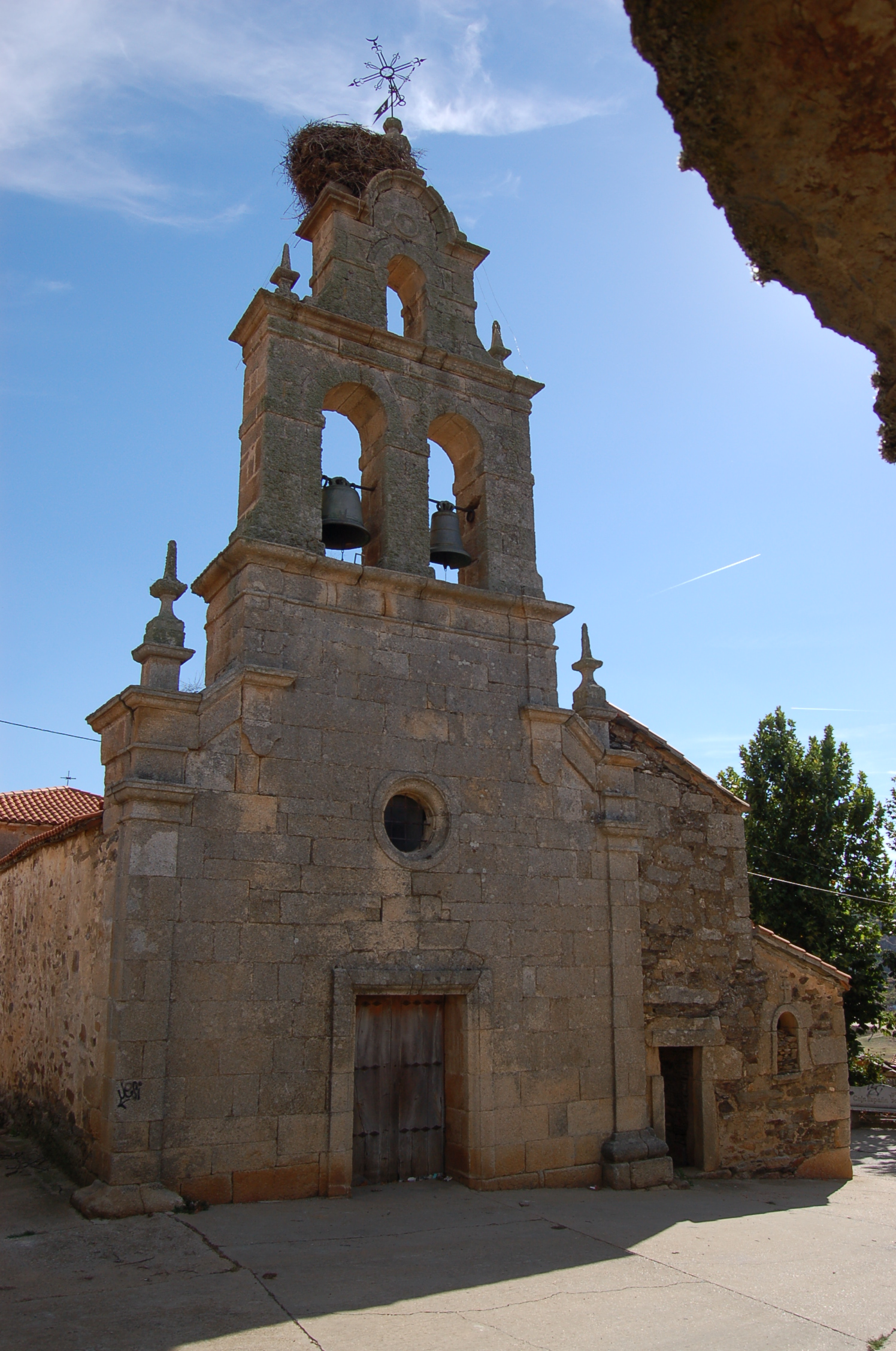
Iglesia de San Lorenzo

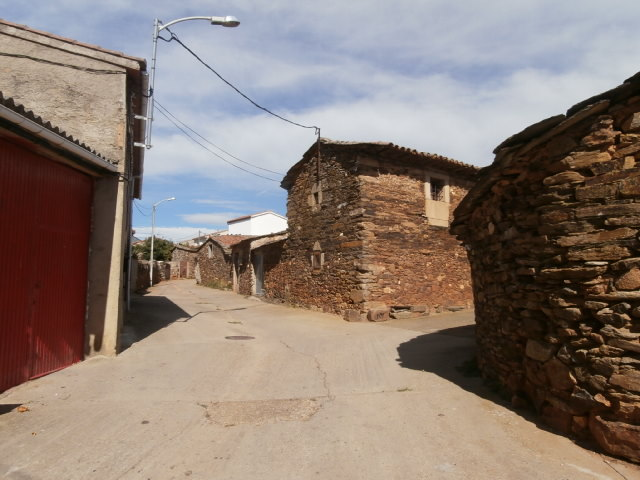
Arquitectura tradicional

- Iglesia de San Lorenzo. Está situada en la parte más alta del pueblo. De fachada neoclásica, aunque con evidente sobriedad decorativa, aloja en su interior un retablo barroco con la imagen del patrón entre otras muestras de imaginería, elementos de culto litúrgico y ornamentales muy austeros como los que muestra la pila bautismal.

- Puente del Cabrito. De construcción y cronología moderna-contemporánea, fue construido de lajas de pizarra y cuarcita, situándose en la zona inundable de la presa.

- Arquitectura rural de adobe, madera, pizarra y escasa piedra en antiguas viviendas, con escasas pinceladas decorativas, completan el perfil de un pueblo parcialmente inundado en su parte baja por la construcción del embalse que también anegó perspectivas de futuro. A ello habría que sumar los restos de palomares y los molinos que no inundo el embalse.

### Fiestas
La fiesta principal de Vegalatrave es San Lorenzo, el día 10 de agosto.
Una de sus tradiciones ancestrales con más arraigo es la del «cepo», celebrada en la noche de Ánimas (1 de noviembre). En ella se congregan los mozos del pueblo para rendir culto a los difuntos del pueblo. El acto principal consiste en la tala de un árbol próximo a la muerte, previo permiso del alcalde, que será arrancado de raíz con la ayuda de picos, palas y sogas. Cuando el árbol, generalmente roble o encina, es derribado, se da aviso para que las campanas suenen con el «toque de difuntos». Posteriormente el árbol es troceado y llevado en carro —tirado por los propios mozos— hacia la iglesia, donde es recibido por los restantes vecinos. Las ramas servirán para mantener la lumbre durante toda la noche y calentar a los mozos que permanecen en vela para por turnos hacer sonar las campanas. Posteriormente, el «cepo» (la madera restante) se subasta al mejor postor y el dinero recaudado servirá para la posterior cena de los mozos. La tradición establecía que esa noche los niños que habían cumplido los catorce años, previa petición previa y pago de la medida establecida de vino, obtenían la condición de mozos.